# Piz Surparé
Der Piz Surparé ⓘ (rätoromanisch sur für ‚über‘ und paré für ‚Wand‘) ist ein Berg westlich von Bivio und nordöstlich von Juf im Kanton Graubünden in der Schweiz mit einer Höhe von 3078 m ü. M. Der Berg besitzt einen Doppelgipfel bestehend aus zwei 200 m auseinanderliegenden Felsköpfen, von denen der westliche einige Meter höher ist. Im Sommer wird er wegen der endlosen Geröllhänge und des bröckligen, zum Teil messerscharfen Gesteins selten besucht. Im Winter ist er jedoch angenehm zu erreichen und wird vor allem wegen der prächtigen Sulzschneeabfahrt über die SO-Hänge im Frühling oft begangen. Im Steinmann auf dem Gipfel befindet sich, gut versteckt, ein Gipfelbuch.

## Lage und Umgebung
Der Piz Surparé ist der höchste Gipfel der Kette Piz Turba - Piz Scalotta, einer Untergruppe der Oberhalbsteiner Alpen. Über den Gipfel verlief die Gemeindegrenze zwischen Mulegns und Bivio, die heute beide zu Surses gehören. Die Grenze zu Avers befindet sich jedoch nur 170 m südlich vom Gipfel. Der Piz Surparé wird im Südwesten durch das Averstal, ein Nebental des Hinterrheins, im Nordwesten durch die Val Bercla, im Nordosten durch die Val Gronda und im Südosten durch die Valetta da Beiva eingefasst. Die drei letzten sind Seitentäler des Oberhalbsteins.
Zu den Nachbargipfeln gehören der Piz Scalotta im Norden, der Crap da Radons im Osten, Uf da Flüe im Süden, Mazzaspitz im Westen und der Piz Platta im Nordwesten. Südlich des Berges befindet sich der 2581 m hohe Pass Stallerberg, der von Juf nach Bivio führt. Westlich des Berges führt der 2838 m hohe Fallerfurgga (rätoromanisch Fuorcla da Faller) von Juf nach Tga (Mulegns).
Auf der Südflanke des Piz Surparé befinden sich auf 2682 m ü. M. die Flüeseen.
Talorte sind Juf und Bivio.

## Routen zum Gipfel

### Sommerrouten

#### Über den Südgrat
- Ausgangspunkt: Juf (2117 m) oder Bivio (1769 m)
- Via: Stallerberg, Flüeseen
- Schwierigkeit: BG, II+
- Zeitaufwand: 4¼ Stunden von Bivio, 3 Stunden von Juf, 1¾ Stunden vom Stallerberg

#### Durch die Südmulde
- Ausgangspunkt: Juf (2117 m) oder Bivio (1769 m)
- Via: Stallerberg, durch die Schuttmulde, zum Sattel zwischen den beiden Gipfeln
- Schwierigkeit: EB
- Zeitaufwand: 4¼ Stunden von Bivio, 3 Stunden von Juf, 1¾ Stunden vom Stallerberg

#### Über den Westhang
- Ausgangspunkt: Juf (2117 m) oder Mulegns (1482 m)
- Via: Fallerfurgga (Fuorcla da Faller, 2838 m)
- Schwierigkeit: WS, bis Fallerfurgga als Wanderweg weiss-rot-weiss markiert
- Zeitaufwand: 5 Stunden von Mulegns (3½ Stunden von Tga), 3 Stunden von Juf, 50 Minuten von der Fallerfurgga

#### Über den Nordgrat
- Ausgangspunkt: Piz Scalotta (2992 m)
- Via: Über den Blockgrat
- Schwierigkeit: WS
- Zeitaufwand: 1¼ Stunden

### Winterrouten

#### Von Bivio
- Ausgangspunkt: Bivio (1769 m)
- Via: Cresta da Radons (1796 m), südlich vom Crap da Radons (2370 m), Plang Tguils, Sattel zwischen den zwei Gipfeln
- Expositionen: O, SO
- Schwierigkeit: WS+
- Zeitaufwand: 4 Stunden
- Bemerkung: Skidepot auf dem Sattel zwischen den zwei Gipfeln

#### Von Juf
- Ausgangspunkt: Juf (2117 m)
- Via: Stallerberg (2581 m), Südosthang
- Expositionen: SW, SO
- Schwierigkeit: WS+
- Zeitaufwand: 3 Stunden
- Alternative: Bei der Abfahrt bis in die Ebene Plang Tguils und wieder zum Stallerberg aufsteigen (+20 Minuten)
- Bemerkung: Skidepot auf dem Sattel zwischen den zwei Gipfeln

|  | - Ziel: Stalveder (Bivio, 1713 m) - Via: Vom Skidepot zwischen den zwei Gipfeln durch die Val Gronda - Expositionen: NO, N - Schwierigkeit: ZS- - Bemerkung: Im Gipfelhang sind sichere Verhältnisse erforderlich (35° auf 150 m) |

## Galerie

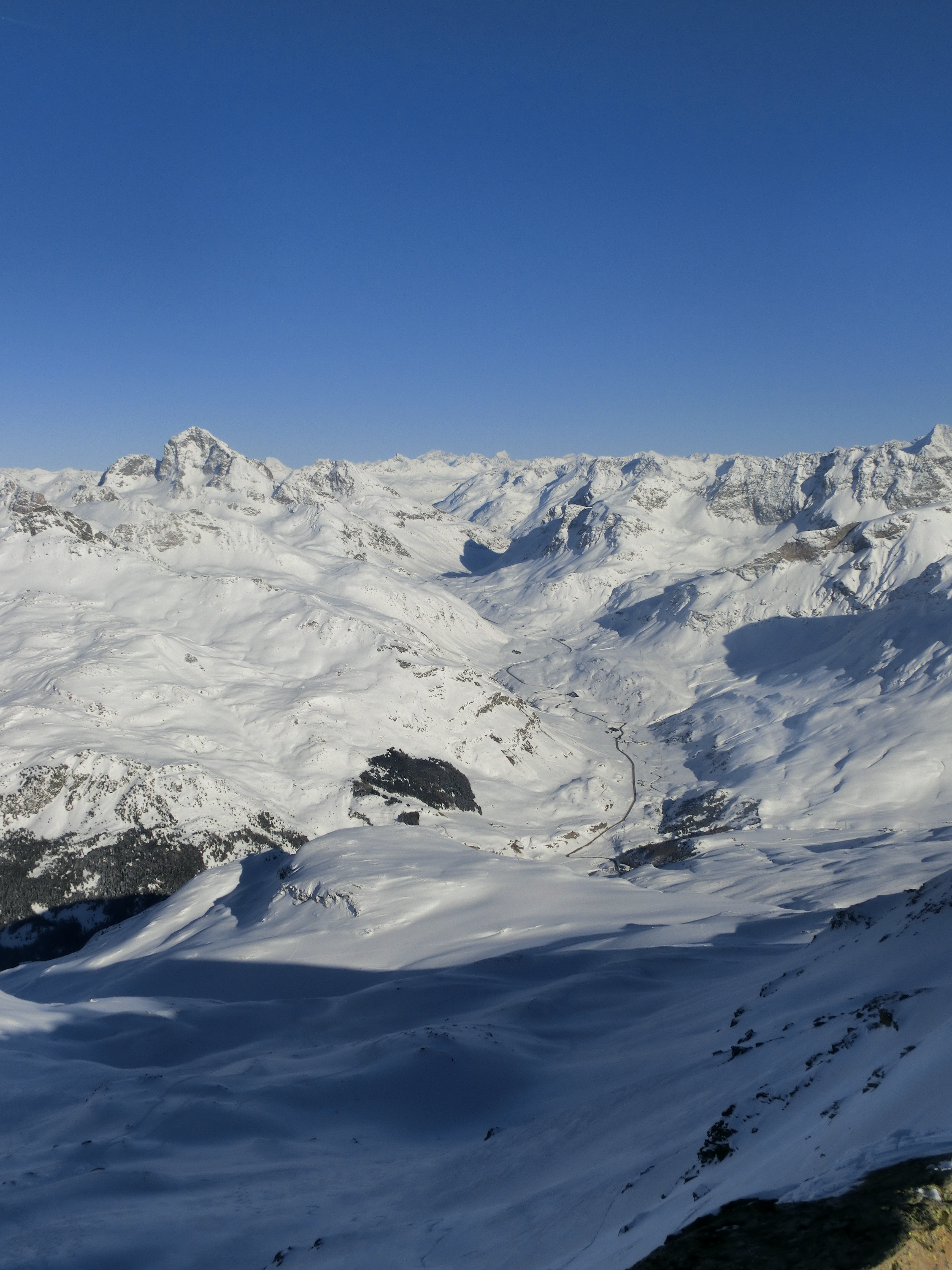
Blick nach Osten zum Julierpass, im Vordergrund der Crap da Radons.
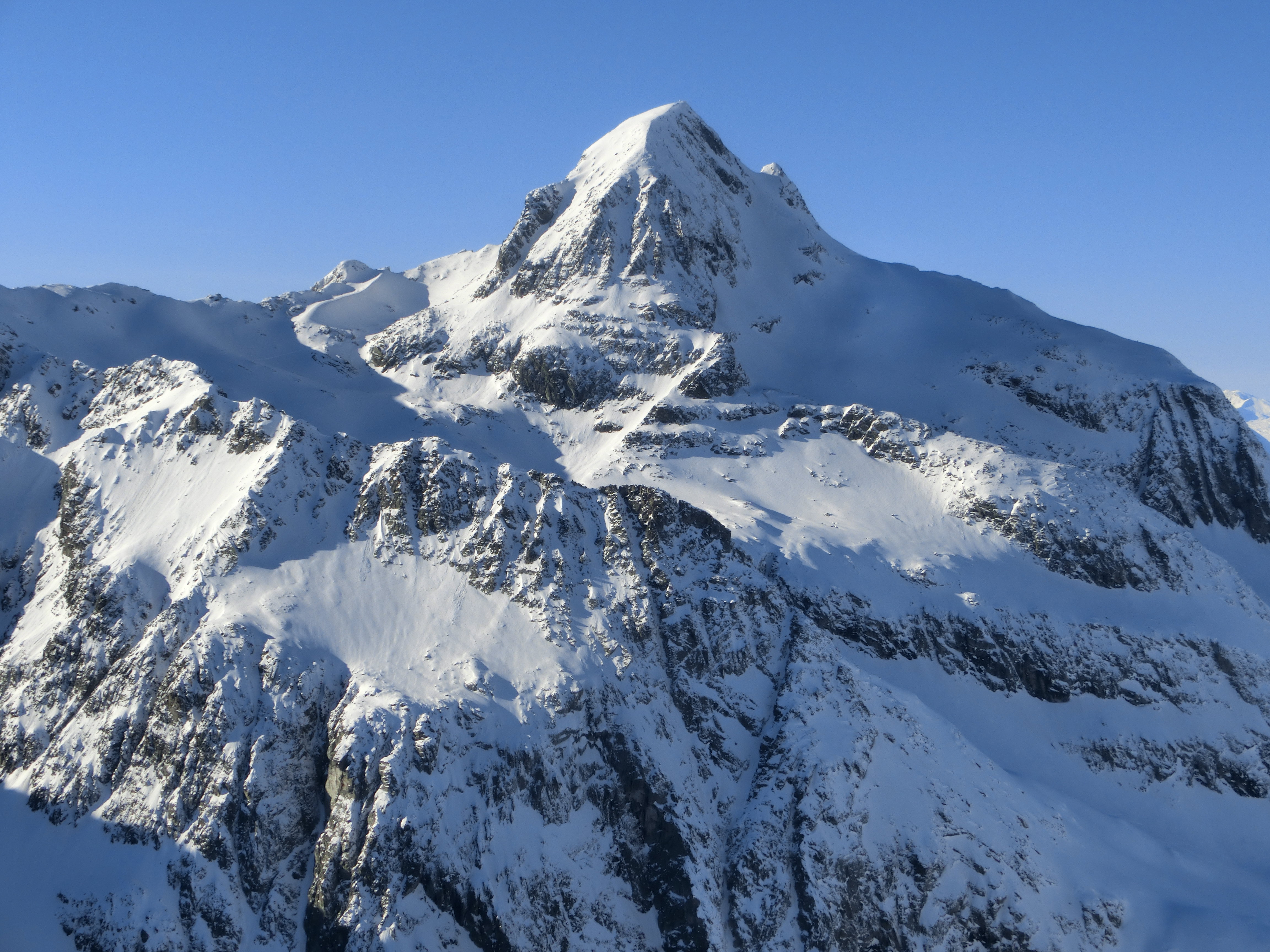
Blick nach Nordwesten zum Piz Platta.
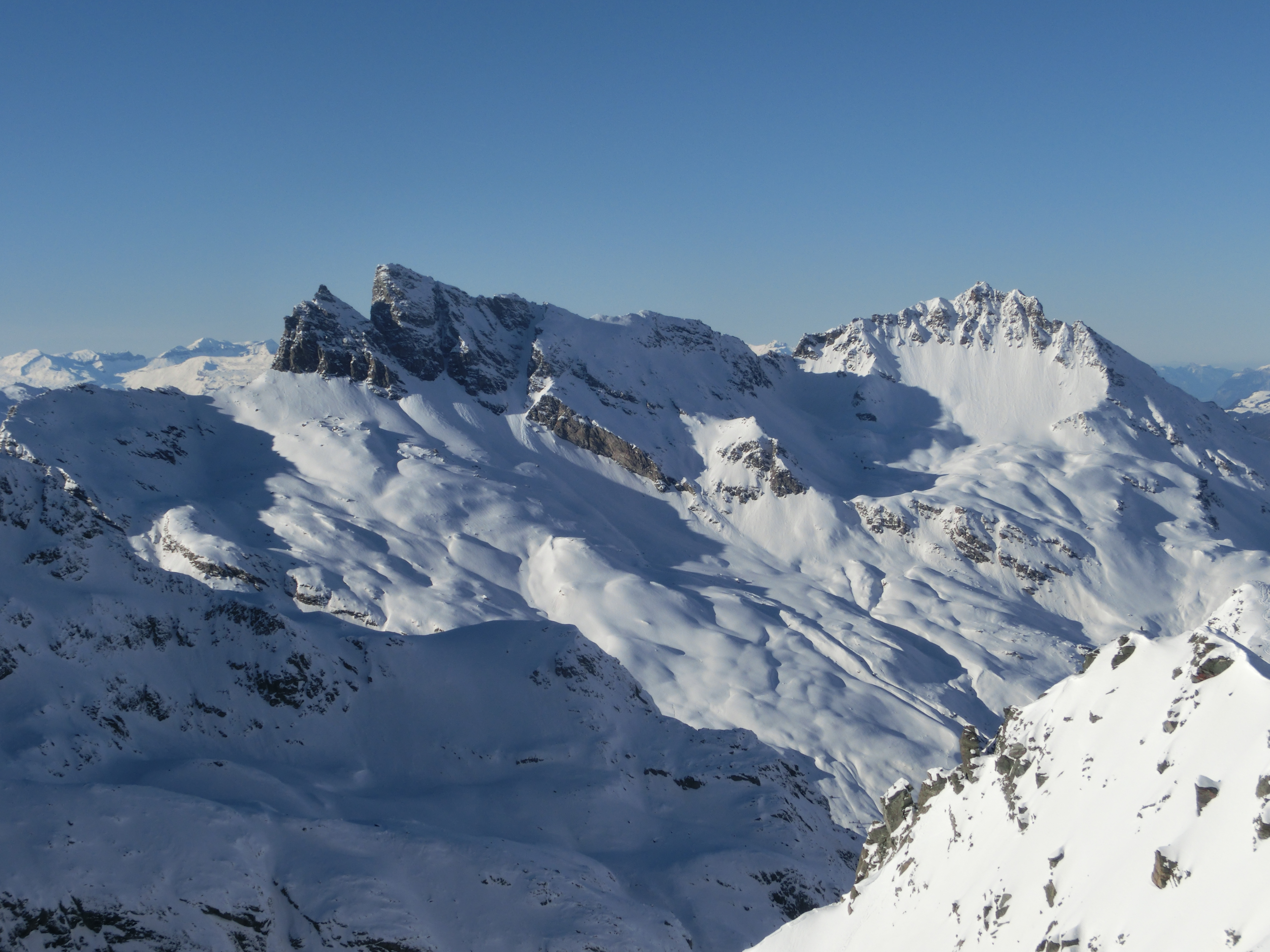
Blick nach Norden zum Piz Forbesch (links) und Piz Arblatsch (rechts).
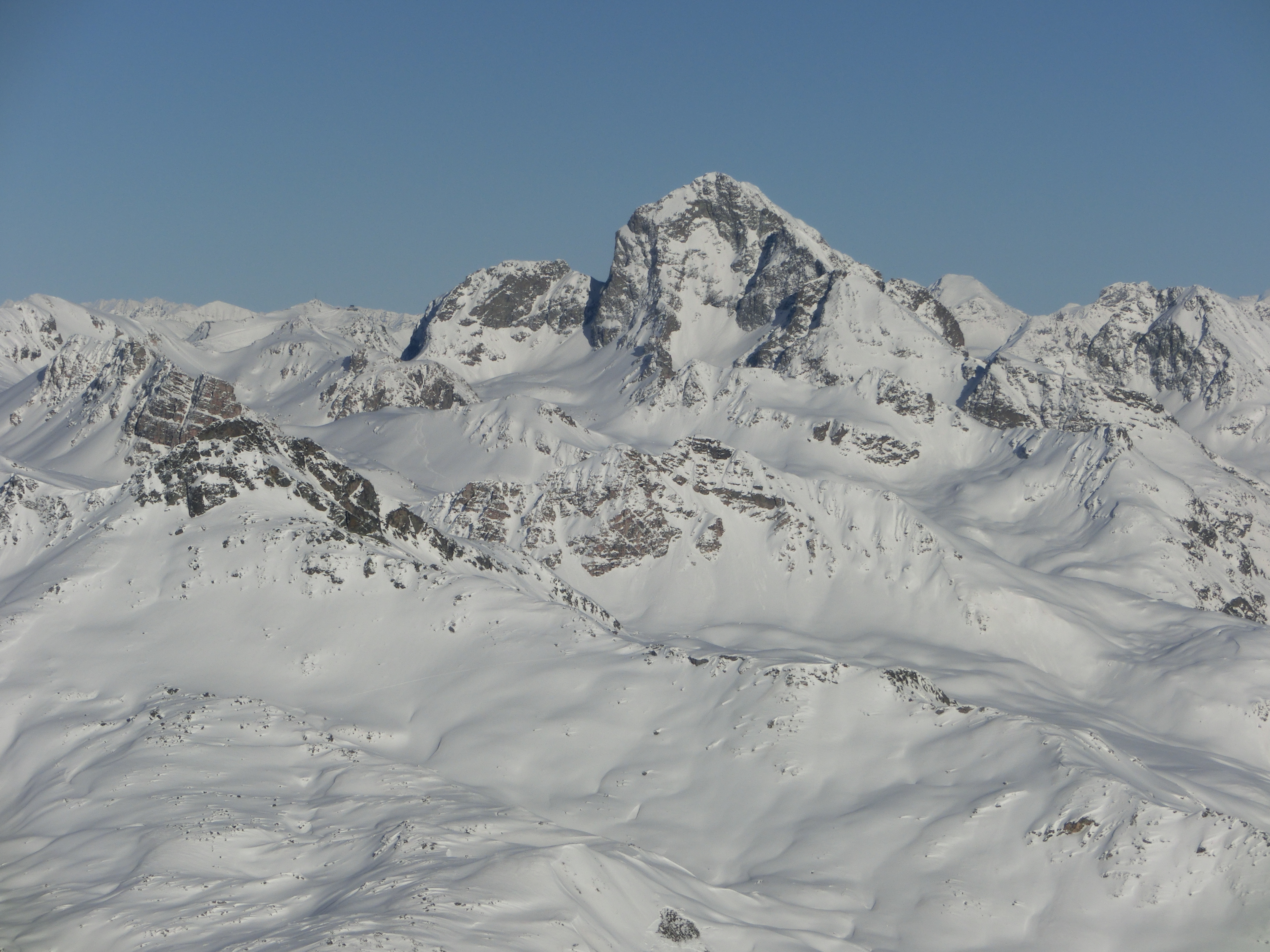
Blick nach Osten zum Piz Julier.
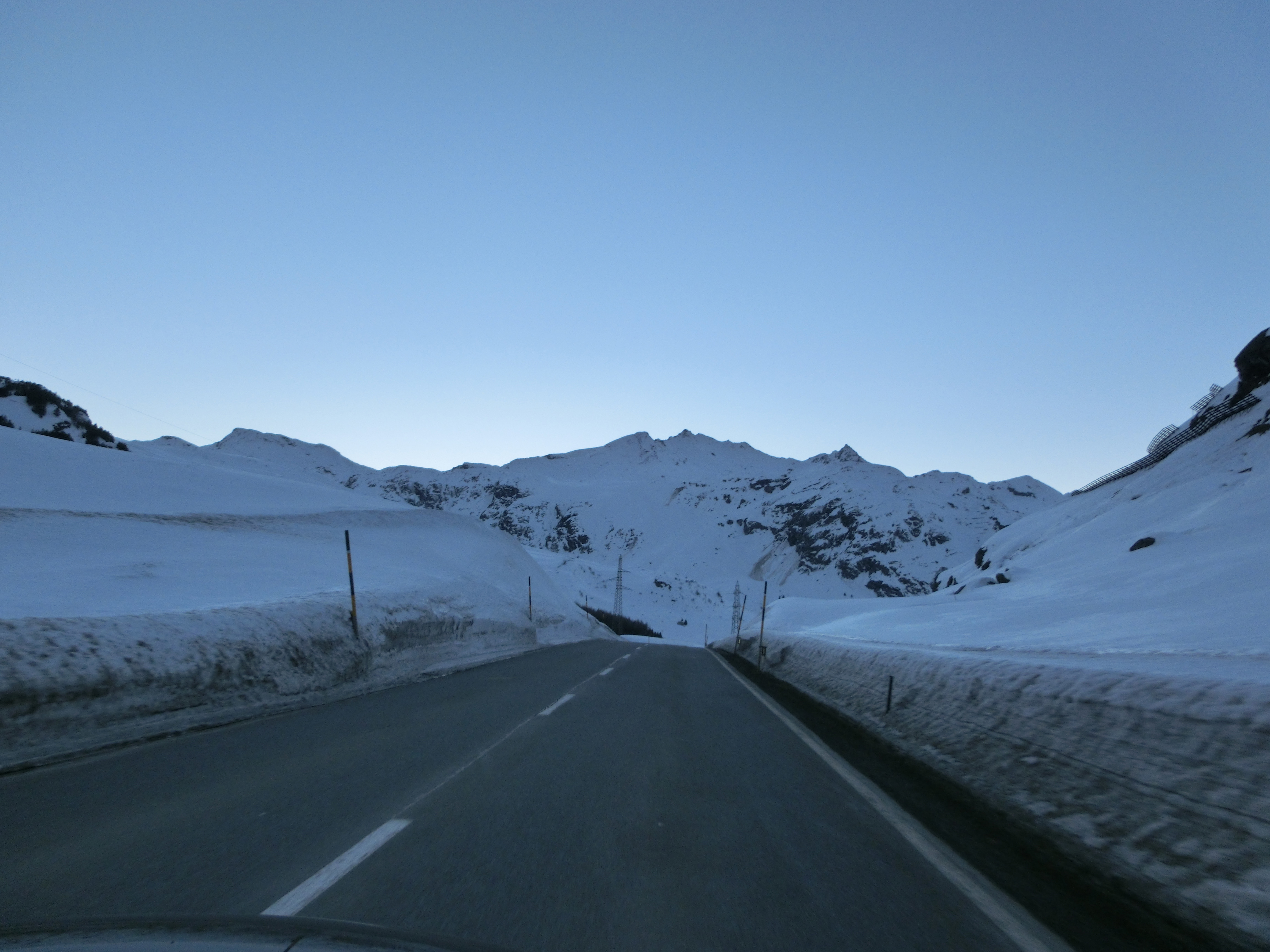
Piz Surparé (Bildmitte) aufgenommen von Capalotta (Julierpassstrasse).
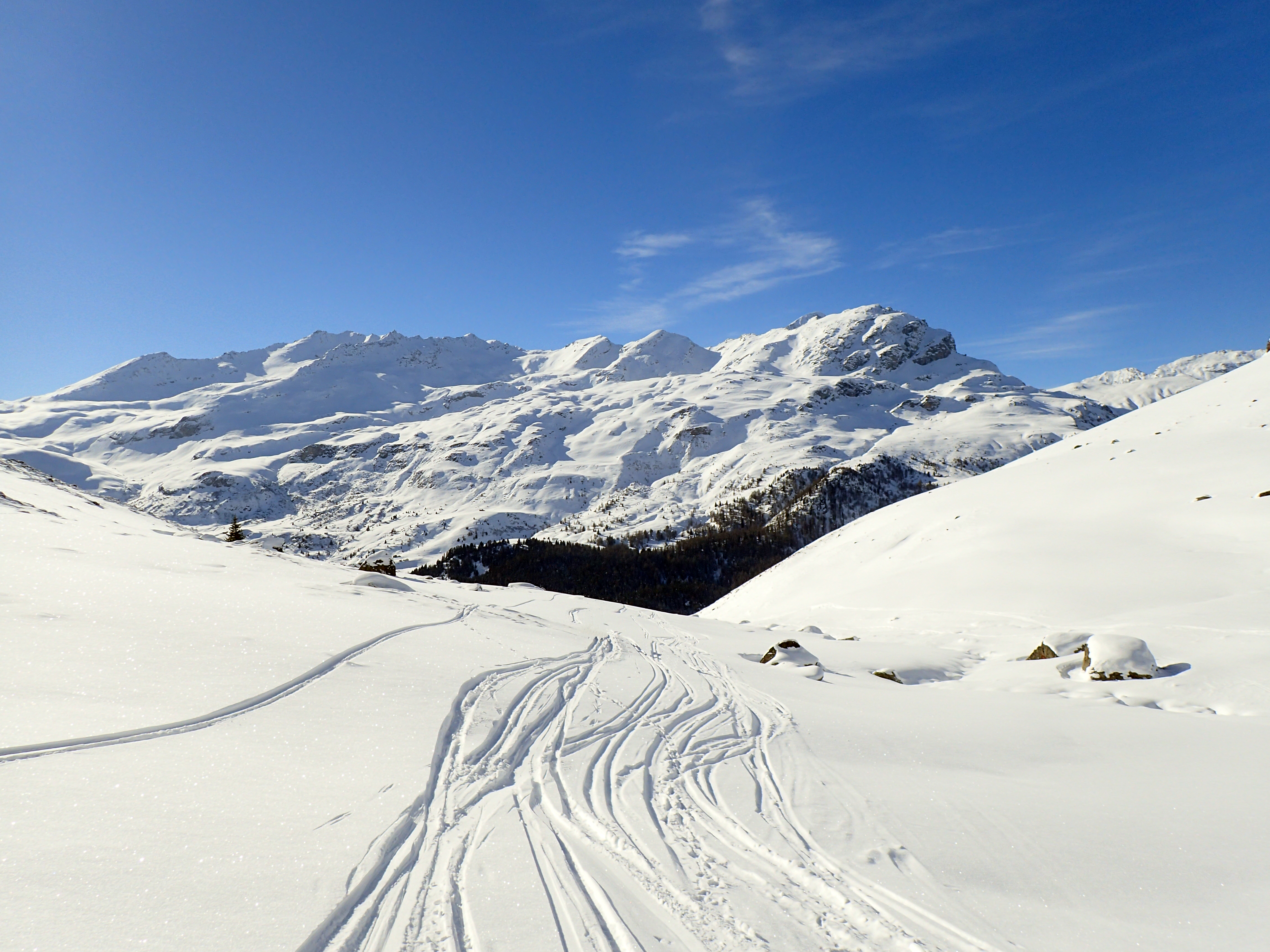
Von links nach rechts Piz Surparé, Piz Scalotta, Muntognas digls Lajets und knapp über dem Grat Piz Platta